# L'Odyssée sous-marine de l'équipe Cousteau
L’Odyssée sous-marine de l'équipe Cousteau (en anglais The Undersea World of Jacques Cousteau) est une émission de télévision consacrée à la biodiversité marine, lancée par le plongeur et explorateur marin Jacques-Yves Cousteau, avec de nombreux chercheurs de différentes disciplines invités à bord de la Calypso, selon des thèmes abordés. Les films tournés avant 1968 y ont été ultérieurement intégrés, mais la série pour la télévision, tournée initialement avec les fonds de Ted Turner, fut tournée de 1966 à 1976, et les premiers épisodes furent diffusés à partir de 1968 :
| Séries 1   |      |                                                                            |     |
| 1          | 1942 | Par dix-huit mètres de fond                                                | Oui |
| 2          | 1943 | Épaves                                                                     | Oui |
| 3          | 1944 | Paysages du silence                                                        | Oui |
| 4          | 1948 | Phoques au Sahara                                                          | NA  |
| 5          | 1949 | Autour d'un récif                                                          | NA  |
| 6          | 1949 | Une plongée du Rubis                                                       | Oui |
| 7          | 1949 | Carnet de plongée (avec Marcel Ichac)                                      | NA  |
| 8          | 1955 | La Fontaine de Vaucluse (avec Louis Malle)                                 | NA  |
| 9          | 1955 | Station 307                                                                | NA  |
| 10         | 1955 | Récifs de coraux                                                           | NA  |
| 11         | 1957 | La Galère engloutie (avec Jacques Ertaud)                                  | NA  |
| 12         | 1959 | Histoire d'un poisson rouge                                                | Oui |
| 13         | 1960 | Vitrines sous la mer (avec Georges Alépée)                                 | NA  |
| 14         | 1960 | Prince Albert I                                                            | NA  |
| Séries 2-1 |      |                                                                            |     |
| 1          | 1956 | Le Monde du silence                                                        | Oui |
| 2          | 1964 | Le Monde sans soleil                                                       | Oui |
| Séries 3-1 |      |                                                                            |     |
| 1          | 1966 | L’Aventure Précontinent                                                    | Oui |
| 2          | 1967 | Les Requins                                                                | Oui |
| 3          | 1967 | La jungle de corail                                                        | Oui |
| 4          | 1967 | Le Destin des tortues de mer                                               | Oui |
| 5          | 1968 | Baleines et cachalots                                                      | Oui |
| 6          | 1968 | Le voyage surprise de Pepito et Cristobal                                  | Oui |
| 7          | 1968 | Trésor englouti                                                            | Oui |
| 8          | 1968 | La légende du lac Titicaca                                                 | Oui |
| 9          | 1969 | Les baleines du désert                                                     | Oui |
| 10         | 1969 | La nuit des calmars                                                        | Oui |
| 11         | 1969 | La retour des Éléphants de mer                                             | Oui |
| 12         | 1970 | Ces incroyables machines plongeantes (avec André Laban)                    | Oui |
| 13         | 1970 | La mer vivante (avec André Laban)                                          | Oui |
| 14         | 1970 | La tragédie des Saumons rouges                                             | Oui |
| 15         | 1970 | Le lagon des navires perdus                                                | Oui |
| 16         | 1971 | Les Dragons des Galápagos                                                  | Oui |
| 17         | 1971 | Cavernes englouties                                                        | Oui |
| 18         | 1971 | Le sort des Loutres de mer                                                 | Oui |
| 19         | 1971 | Les dernières Sirènes                                                      | Oui |
| 20         | 1972 | Pieuvre, petite pieuvre                                                    | Oui |
| 21         | 1972 | Le chant des dauphins                                                      | Oui |
| 22         | 1973 | 500 millions d’années sous la mer                                          | Oui |
| 23         | 1973 | Le sourire du morse                                                        | Oui |
| 24         | 1973 | Hippo, hippo                                                               | Oui |
| 25         | 1973 | La baleine qui chante                                                      | Oui |
| 26         | 1974 | Mission Cousteau en Antarctique. Partie I. La glace et le feu              | Oui |
| 27         | 1974 | Mission Cousteau en Antarctique. Partie II. Le vol du Pingouin             | Oui |
| 28         | 1974 | Mission Cousteau en Antarctique. Partie III. La vie sous un océan de glace | Oui |
| 29         | 1974 | Mission Cousteau en Antarctique. Partie IV. Blizzard à Esperanza           | Oui |
| 30         | 1975 | Patagonie: La vie au bout du monde                                         | Oui |
| 31         | 1975 | L’hiver des Castors                                                        | Oui |
| 32         | 1975 | Les Fous du Corail                                                         | Oui |
| 33         | 1975 | Les requins dormeurs du Yucatán                                            | Oui |
| 34         | 1976 | Coup d’aile sous la mer: Isabella                                          | Oui |
| 35         | 1976 | NA                                                                         | Oui |
| 36         | 1976 | Le Poisson qui a gobé Jonas / El Gran Pez que se tragó a Jonás             | Oui |
| 37         | 1976 | La Marche des langoustes                                                   | Oui |
| Séries 2-2 |      |                                                                            |     |
| 3          | 1975 | Voyage au bout du monde                                                    | Oui |
| Séries 4   |      |                                                                            |     |
| 1          | 1977 | NA                                                                         | Non |
| 2          | 1977 | NA                                                                         | Non |
| 3          | 1977 | NA                                                                         | Non |
| 4          | 1977 | NA                                                                         | Non |
| 5          | 1977 | NA                                                                         | Non |
| 6          | 1977 | NA                                                                         | Non |
| Séries 3-2 |      |                                                                            |     |
| 38         | 1977 | L’énigme du Britannic                                                      | Oui |
| 39         | 1978 | Le butin de Pergame sauvé des eaux                                         | Oui |
| 40         | 1978 | À la recherche de l’Atlantide. Partie I                                    | Oui |
| 41         | 1978 | À la recherche de l’Atlantide. Partie II                                   | Oui |
| 42         | 1978 | Le testament de l'île de Pâques                                            | Oui |
| 43         | 1978 | Ultimatum sous la mer                                                      | Oui |
| 44         | 1979 | Le sang de la mer                                                          | Oui |
| 45         | 1979 | Le Nil. Partie I                                                           | Oui |
| 46         | 1979 | Le Nil. Partie II                                                          | Oui |
| 47         | 1980 | Fortunes de mer                                                            | Oui |
| 48         | 1980 | Clipperton: île de la solitude                                             | Oui |
| 49         | 1981 | Sang chaud dans la mer                                                     | Oui |
| Séries 5   |      |                                                                            |     |
| 1          | 1981 | Les Pièges de la mer                                                       | Non |
| 2          | 1982 | Du grand large aux grands lac                                              | Oui |
| Séries 6   |      |                                                                            |     |
| 1          | 1982 | Objectif Amazone: Branle-bas sur la Calypso                                | Oui |
| 2          | 1983 | Au pays des milles rivières                                                | Oui |
| 3          | 1983 | La rivière enchantée                                                       | Oui |
| 4          | 1983 | Ombres fuyantes — Indiens de l’Amazonie                                    | Oui |
| 5          | 1983 | La rivière de l’or                                                         | Oui |
| 6          | 1984 | Message d’un monde perdu                                                   | Oui |
| 7          | 1984 | Un avenir pour l’Amazonie                                                  | Oui |
| 8          | 1984 | Tempête de neige sur la jungle                                             | Oui |
| Séries 7-1 |      |                                                                            |     |
| 1          | 1985 | Le Mississippi. Partie I. Un Allié récalcitrant                            | Oui |
| 2          | 1985 | Le Mississippi. Partie II. Allié et adversaire                             | Oui |
| 3          | 1985 | Jacques-Yves Cousteau: mes premier 75 ans (1)                              | Non |
| 4          | 1985 | Jacques-Yves Cousteau: mes premier 75 ans (2)                              | Non |
| 5          | 1985 | Alcyone, fille du vent                                                     | Oui |
| 6          | 1988 | NA                                                                         | Oui |
| Séries 8-1 |      |                                                                            |     |
| 1          | 1986 | Haïti: L’eau de chagrin                                                    | Oui |
| 2          | 1986 | Cuba: les eaux du destin                                                   | Oui |
| 3          | 1986 | Cap Horn: les eaux du vent                                                 | Oui |
| 4          | 1986 | L’héritage de Cortez                                                       | Oui |
| 5          | 1987 | Les Îles Marquises: montagnes de la mer                                    | Oui |
| 6          | 1987 | Îles du Détroit: les eaux de la discorde                                   | Oui |
| 7          | 1987 | Îles du Détroit: à l’approche d’une marée humaine                          | Oui |
| 8          | 1988 | Nouvelle-Zélande: la Rose et le dragon                                     | Oui |
| 9          | 1988 | Nouvelle-Zélande: au pays du long nuage blanc                              | Oui |
| 10         | 1988 | Nouvelle-Zélande: le Péché et la Rédemption                                | Oui |
| 11         | 1988 | Au pays des totems vivants                                                 | Oui |
| 12         | 1988 | Tahiti: l’eau de feu                                                       | Oui |
| 13         | 1988 | Les Requins de l'île au trésor                                             | Oui |
| 14         | 1988 | Mer de Béring: Le crépuscule du chasseur en Alaska                         | Oui |
| 15         | 1988 | Australie: l’ultime barrière                                               | Oui |
| 16         | 1989 | Bornéo: Le spectre de la tortue                                            | Oui |
| 17         | 1989 | Papouasie-Nouvelle-Guinée I: La machine à remonter le temps                | Oui |
| 18         | 1989 | Papouasie-Nouvelle-Guinée II: La rivière des hommes crocodiles             | Oui |
| 19         | 1989 | Papouasie-Nouvelle-Guinée III: La cœur de feu                              | Oui |
| 20         | 1989 | Thaïlande: les forçats de la mer                                           | Oui |
| 21         | 1989 | Bornéo: la Forêt sans terre                                                | Oui |
| Séries 7-2 |      |                                                                            |     |
| 7          | 1990 | Scandale à Valdez                                                          | Non |
| 8          | 1990 | Lilliput en Antarctique                                                    | Oui |
| Séries 8-2 |      |                                                                            |     |
| 22         | 1990 | Andaman, les îles invisibles                                               | Oui |
| 23         | 1990 | Australie: à l’ouest du bout du monde                                      | Oui |
| 24         | 1991 | Australie: le peuple de la mer desséchée                                   | Oui |
| 25         | 1991 | Australie: le peuple de l’eau et du feu                                    | Oui |
| 26         | 1991 | Australie: les trésors de la mer                                           | Oui |
| 27         | 1991 | Tasmanie, une île s'éveille                                                | Oui |
| 28         | 1991 | Indonésie: les vergers de l’enfer                                          | Oui |
| 29         | 1991 | Sumatra: le cœur de la mer                                                 | Oui |
| 30         | 1991 | Nauru, îlot ou planète                                                     | Oui |
| 31         | 1991 | La grand requin blanc, seigneur solitaire des mers                         | Non |
| 32         | 1991 | Palawan, le dernier refuge                                                 | Oui |
| 33         | 1992 | Danube I: le lever de rideau                                               | Oui |
| 34         | 1992 | Danube II: le rêve de Charlemagne                                          | Oui |
| 35         | 1992 | Danube III: les Cris du Fleuve                                             | Oui |
| 36         | 1992 | Danube IV: les Débordements du Fleuve                                      | Oui |
| 37         | 1993 | La société secrète des Cétacés                                             | Non |
| 38         | 1993 | Mékong: le don de l’eau                                                    | Non |
| 39         | 1993 | Vietnam et Cambodge: le riz et les fusils                                  | Non |
| Séries 7-3 |      |                                                                            |     |
| 9          | 1995 | La Légende de Calypso                                                      | Oui |
| 10         | 1995 | Profond, loin, longtemps                                                   | Oui |
| 11         | 1996 | Les promesses de la mer                                                    | Oui |
| Séries 8-3 |      |                                                                            |     |
| 40         | 1995 | Madagascar I: l'île des esprits                                            | Oui |
| 41         | 1995 | Madagascar II: l'île des esprits                                           | Oui |
| 42         | 1996 | Afrique du Sud: les diamants du désert                                     | Oui |
| 43         | 1996 | Afrique du Sud: sanctuaires pour la vie                                    | Oui |
| 44         | 1996 | À travers la Chine par le fleuve Jaune                                     | Oui |
| 45         | 1997 | Le lac Baïkal                                                              | Oui |

La narration en langue anglaise est réalisée par Richard Johnson (version de la BBC) et Rod Serling (version des États-Unis). Le film montre aussi la famille Cousteau dont les fils Jean-Michel et Philippe, avec Fabien Cousteau le fils de Jean-Michel Cousteau :

## Saison 1973-74
- South to Fire and Ice
- The Flight of the Penguins
- Beneath the Frozen World
- Blizzard at Hope Bay

## Saison 1974-75
- Life at the End of the World
- Beavers of the North Country
- The Coral Divers of Corsica
- The Sleeping Sharks of Yucatan
- A Sound of Dolphins
- Beneath the Frozen World